# Gummasandra, Magadi
Gummasandra là một làng thuộc tehsil Magadi, huyện Ramanagara, bang Karnataka, Ấn Độ.